# El Ocotal, Jitotol
El Ocotal är en ort i Mexiko.   Den ligger i kommunen Jitotol och delstaten Chiapas, i den sydöstra delen av landet, 700 km öster om huvudstaden Mexico City. El Ocotal ligger 1 670 meter över havet och antalet invånare är 184.
Terrängen runt El Ocotal är kuperad åt sydväst, men åt nordost är den bergig. Runt El Ocotal är det ganska tätbefolkat, med 86 invånare per kvadratkilometer. Närmaste större samhälle är Simojovel de Allende, 15,8 km nordost om El Ocotal. I omgivningarna runt El Ocotal växer i huvudsak städsegrön lövskog.